# Згорня Рочиця
Згорня Рочиця (словен. Zgornja Ročica) — поселення в общині Света Ана, Подравський регіон‎, Словенія.